# Schwarzenbronn
Schwarzenbronn ist ein Wohnplatz auf der Gemarkung des Creglinger Stadtteils Blumweiler im Main-Tauber-Kreis im fränkisch geprägten Nordosten Baden-Württembergs.

## Geographie

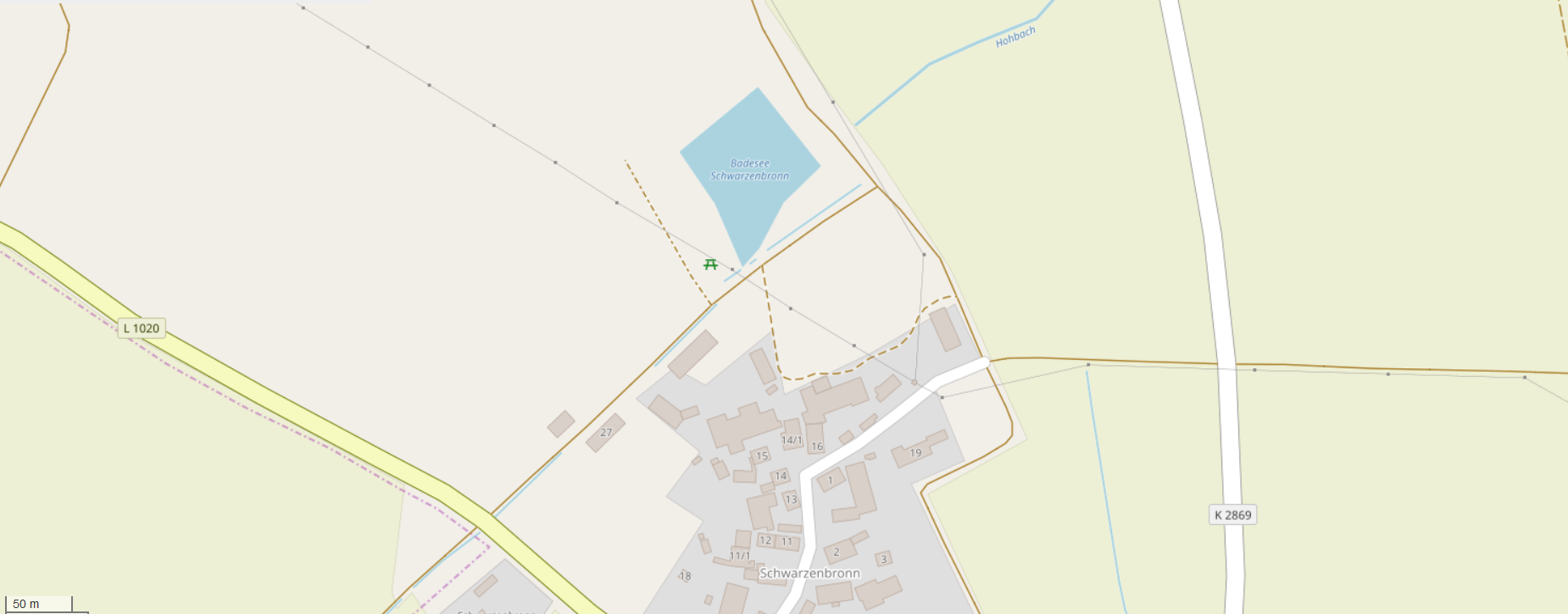
Lage von Schwarzenbronn mit dem Badesee Schwarzenbronn

Schwarzenbronn befindet sich etwa 13 Kilometer südöstlich der Stadt Creglingen. Am nördlichen Ortsrand befindet sich der Badesee Schwarzenbronn.

## Geschichte
Im Jahre 1692 wurde Schwarzenbronn vom Deutschordenshaus Rothenburg an die Reichsstadt Rothenburg ob der Tauber verkauft.
Der Ort Schwarzenbronn kam als Teil der ehemals selbständigen Gemeinde Blumweiler am 1. Februar 1972 zur Stadt Creglingen.

## Kultur und Sehenswürdigkeiten

### Badesee Schwarzenbronn
Vor Ort befindet sich der frei zugängliche Badesee Schwarzenbronn.

### Kulturdenkmale
Kulturdenkmale in der Nähe des Wohnplatzes sind in der Liste der Kulturdenkmale in Creglingen verzeichnet.

## Verkehr
Der Ort ist über die L 1020 zu erreichen.